# Future Nostalgia Tour
A Future Nostalgia Tour é a segunda turnê da cantora britânica Dua Lipa, feita para promover o seu segundo álbum de estúdio, Future Nostalgia (2020). Originalmente anunciada em dezembro de 2019, a turnê estava programada para acontecer em abril do ano seguinte, porém foi adiada diversas vezes devido à pandemia de COVID-19. A turnê começou em 9 de fevereiro de 2022 em Miami, Estados Unidos, na FTX Arena, e foi concluida em 28 de novembro de 2022 em Tirana, Albânia, após percorrer a América do Norte, Europa, América Latina e Oceania. Griff, Tove Lo, DJ Jovani, Angèle, DJ Vickilicious, Tkay Maidza, Elvana Gjata, DJ Polach, Megan Thee Stallion, Caroline Polachek e Lolo Zouaï serviram como atos de abertura da turnê.

## Antecedentes
Em 2 de dezembro de 2019, Lipa anunciou formalmente a turnê Future Nostalgia Tour, com 24 shows no Reino Unido e na Europa de abril a junho do ano seguinte. Os ingressos foram colocados à venda quatro dias depois. Diversos níveis de ingressos VIP também foram oferecidos, incluindo aqueles que incluíam conhecer e cumprimentar o cantor e um outro ingresso onde os fãs poderiam batalhar contra Lipa em um jogo de Dance Dance Revolution. A faixa-título do álbum, Future Nostalgia, foi lançada em conjunto com o anúncio da turnê. Em 13 de janeiro de 2020, Dua Lipa anunciou o DJ britânico Buck Betty e o cantor americano Lolo Zouaï como atos de apoio para a turnê. Em 21 de fevereiro de 2020, a cantora anunciou dois novos shows no Reino Unido em Liverpool e Nottingham, com ingressos para essas datas à venda uma semana depois. Em 23 de março de 2020, Dua Lipa anunciou que foi forçada a adiar a série de concertos musicais devido à Pandemia de COVID-19; ela também revelou que estava planejando datas de turnê para o resto do mundo. As datas remarcadas da turnê para janeiro e fevereiro de 2021 foram anunciadas no dia seguinte, com Betty e Zouaï ainda agendados como atos de apoio. Os shows em Copenhague, Estocolmo e Oslo foram cancelados devido à impossibilidade de serem remarcados e os shows de Viena e Munique ainda estavam tentando ser remarcados naquele momento, mas não formalmente cancelados. Os ingressos para os shows originais permaneceram válidos enquanto os ingressos para os shows cancelados foram reembolsados.
A turnê foi adiada pela segunda vez para setembro e outubro de 2021 em 23 de outubro de 2020, não sendo confirmado se Betty e Zouaï ainda a apoiariam como atos de abertura na digressão. Depois disso, Dua Lipa anunciou um show virtual ao vivo intitulado Studio 2054, desenvolvido durante a Pandemia de COVID-19 depois do não exito de fazer uma turnê para seu álbum. Após o show virtual, Studio 2054 acontecer em 27 de novembro de 2020, as vendas de ingressos para a série de concertos aumentaram 70%. Em 28 de junho de 2021, a turnê foi remarcada pela terceira vez para abril, maio e junho de 2022. Com este adiamento, vários novos shows em toda a Europa foram anunciados junto com os shows remarcados de Viena e Munique; os ingressos foram colocados à venda naquela semana. Lipa anunciou shows na América do Norte para fevereiro, março e abril de 2022 no dia 13 de setembro de 2021, com Megan Thee Stallion, Caroline Polachek e Lolo Zouaï como atos de apoio. Um segundo show no The Forum, em Los Angeles foi anunciado em 17 de setembro devido à demanda popular com ingressos para esse show à venda uma semana depois. A série de concertos da Oceania de novembro de 2022 foi anunciada em 19 de setembro de 2021, com ingressos à venda quatro dias depois; uma pré-venda ocorreu nas 24 horas anteriores. Datas extras em Auckland, Sydney e Melbourne foram anunciadas em 25 de setembro de 2021, depois que vários shows esgotaram muito rapidamente; os ingressos para esses shows foram colocados à venda três dias depois. Em 22 de novembro de 2021, Lipa anunciou quatro novas datas europeias na Lituânia e na Escandinávia; os ingressos para esses shows estarão à venda quatro dias depois. Também com este anúncio, Angèle, Griff e Tove Lo foram anunciados como os novos atos de abertura. Dois shows canadenses originalmente programados para a primeira etapa norte-americana em fevereiro de 2022 foram adiados para o final de julho de 2022 devido a restrições recém-anunciadas em janeiro. Na mesma semana, dois shows norte-americanos adicionais foram anunciados em Milwaukee e Elmont programado para ocorrer em vez dos dois shows adiados em fevereiro de 2022. A turnê será produzida pela Ceremony London, promovida pela Live Nation e patrocinada pela Truly Hard Seltzer.

## Sinopse do concerto
O show inicia com as luzes apagadas, "Body Funk" da Purple Disco Machine começou a tocar nos alto-falantes da arena e o cenário do palco ficou estático antes de revelar as palavras "Future Nostalgia" com gráficos no estilo Miami Vice. O espetáculo é iniciado com um vídeo no telão, no tema de aeróbica dos anos 1980, apresentando os dez dançarinos da turnê incluindo dois patinadores, durante este momento é tocada as primeiras notas de Physical. Lipa então desfilou no palco para uma barra de balé que estava localizada no centro do palco. Utilizando um macacão amarelo neon da Balenciaga personalizado que apresentava um corpete espartilho inspirado em lingerie, calças embutidas e botas de salto alto, a roupa apresentava um padrão floral texturizado e luvas de ópera combinando até o cotovelo, em seu rosto, ela tinha strass nas pálpebras e usava brindo de diamantes da Eéra. O figurino foi inspirado na coleção de 'tapete vermelho' de 'verão 2022' da Balenciaga. Seus dançarinos usavam roupas azul royal, também da Balenciaga, com algumas roupas de elastano com manga comprida e outras vestindo agasalhos largos feitos de algodão felpudo. Durante a apresentação da música, seus dançarinos realizaram coreografias aeróbicas dos anos 1980 e Lipa desfilou pela passarela do palco. A configuração incluiu um palco principal e um palco menor perto do meio da arena, conectados por uma pista. A banda de Lipa, formada por um tecladista, baterista, guitarrista, baixista e quatro backing vocals, apareceu em um palco um pouco mais baixo na parte central do palco principal.
Após Physical, houve uma transição para New Rules, onde Lipa e seus dançarinos realizaram coreografia semelhante à do videoclipe oficial da música, eles desfilaram pela passarela usando guarda-chuva como adereços ao estilo de Singin' in the Rain, filme de 1952. Durante a música, o telão em formato de meio círculo apresentava flamingos e carros retrô, também semelhantes ao videoclipe da música ao lado de uma tela personalizada para a cidade em que o show ocorreu. Na música seguinte, Love Again, Lipa executou coreografia de dança country e de laço semelhante às usadas no videoclipe da música. Durante a música, o telão apresentava um cenário espacial marciano ao estilo velho oeste. Para Cool, Lipa se apresentou com um microfone no centro do palco, enquanto o telão simulava uma bola de espelhos enquanto dois dançarinos em patins iluminados patinavam ao redor dela. Lipa cantou Pretty Please, Break My Heart e Be the One antes de sair correndo do palco para trocar de roupa. Simultaneamente, um interlúdio é tocado em conjunto com uma versão silenciosa de elevador da música IDGAF ao passo em que os patinadores desfilam no palco entregando bebidas Truly Hard Seltzer para a plateia, após este momento uma história em quadrinhos intitulada "Under the Sea" que incluía um ataque de lagosta foi mostrada no telão, introduzindo a música We're Good.
Indo para o segundo ato, Lipa se utilizou em um body branco e prata cravejado de lantejoulas de um braço da Versace. We're Good foi a primeira música cantada no ato, que ela cantou na frente de um cenário de lagosta gigante. Um menu foi apresentado na tela lateral que incluía itens de menu falsos, como o "Dua Thermadore". A música foi seguida por Good In Bed e Fever. A última música apresentou uma barragem technicolor de cerejas para o pano de fundo. Lipa colocou um trem branco e fluido em sua roupa para executar Boys Will Be Boys com um holofote sobre ela, o que levou a um interlúdio do Club Future Nostalgia para o terceiro ato. O interlúdio incluiu um desfile bombástico de carnaval com os artistas dançando na passarela. Lipa vestiu uma roupa Marine Serre que incluía um sutiã de renda rosa e uma jaqueta preta justa ao lado de uma calcinha preta de cintura alta, tênis e meia-calça rosa choque com o motivo de lua crescente da marca para o terceiro ato. As apresentações para este ato ocorreram no final do palco da passarela sob luzes de néon baixas que pareciam uma boate. Ela cantou One Kiss e Electricity com seus dançarinos de apoio. Hallucinate seguiu onde Lipa e seus dançarinos executaram coreografias influenciadas por rave de armazém, pulando em um palco secundário no set. A música final do terceiro ato foi Cold Heart, onde Lipa fez um dueto com um vídeo pré-gravado de Elton John enquanto estava sentada no palco com seus dançarinos
No ato final, Lipa usava um macacão Mugler preto brilhante coberto de 120.000 cristais com recortes de malha bege, bem como painéis de definição do corpo transparentes e opacos. A roupa era semelhante à roupa "If I Could Turn Back Time" de Cher, e foi combinada com luvas pretas combinando. Os dançarinos também usavam roupas da casa de moda, alguns em trajes semelhantes ao da cantora e alguns com um top preto recortado e calças combinando.Para este ato, uma lua brilhante e estrelas, somos trazidos para baixo e o cantor cantou "Levitating" enquanto pairava acima da multidão de admissão geral em uma plataforma móvel antes de dar adeus e correr para fora do palco. Ela estava cercada por planetas e estrelas iridescentes com uma imagem de galáxia na tela grande. No bis, a cantora cantou uma versão agressiva da faixa-título do álbum, onde ela sacudiu o cabelo e caminhou pela passarela enquanto luzes de laser roxo escuro e azul-petróleo eram usadas. O show terminou com uma performance de "Don't Start Now" com canhões de confete disparando. O show durou aproximadamente 90 minutos.

## Crítica especializada
A Future Nostalgia Tour recebeu críticas positivas de diversos veículos midiáticos especializados que elogiaram a desenvoltura de Lipa no palco, a animação do concerto e a execução de coreografias elaboradas. Após assistir o show de estreia da turnê que ocorreu em 9 de fevereiro de 2022 em Miami, Estados Unidos, Celia Almeida escreveu para a revista Rolling Stone afirmando que "Dua Lipa prova que a pandemia só a tornou mais forte [...] Em uma arena cheia de fãs empolgados, ela era a pessoa mais animada. O espetáculo serviu como um lembrete de como o seu conhecimento acerca da cultura pop a tornou uma diva pop certificada". A colunista ainda afirmou que Dua Lipa exalava a energia de fêmea alfa durante os 90 minutos de show. A revista Consequence exaltou que "Dua Lipa e seu dançarinos proporcionaram uma experiência energética e dançante que permitiu que seus fãs viajassem para um mundo diferente e feliz." Também foi dito pela revista que "Dua entregou exatamente o tipo de show animado e dinâmico que os fãs esperam".
Em relação ao desempenho dela enquanto performer, Emmalyse Browstein do jornal Miami New Times escreveu "Desde rotinas de dança impressionantes a conjuntos de cair o queixo e efeitos de palco emblemáticos que marcam a sua música pop, Dua Lipa fez uma performance que foi pura diversão após dois anos de cancelamentos e atrasos". O crítico do The Tennessean, Dave Paulson, elogiou o show por ser "além de bem ensaiado e sincronizado até o milissegundo", ao mesmo tempo em que apreciou a presença de palco da cantora afirmando que ela é "autoconfiante" e possui "uma presença de palco consistente de uma diva visando incendiar o palco". Ele também elogiou os vocais de Lipa, particularmente seu high note em "Hallucinate". No The Charlotte Observer, Théoden Janes chamou o espetáculo de "um show ousado e bonito, brilhante e borbulhante" e argumentou que os atrasos da turnê, causados pela pandemia de Covid-19, melhoraram sua produção e o desempenho de Lipa, que ele elogiou por atingir "praticamente todas as suas marcas", em "termos de seu comando sobre seus vocais e seu comando sobre seu corpo".
Escrevendo para o The Boston Globe, Maura Johnston descreveu Lipa como uma "artista carismática com um visual marcante" que "comandou o palco" além de elogiar o concerto chamando-o de "show vivo e vibrante", o repertório também foi elogiado, em suas palavras a crítica disse que "atraiu o público a continuar dançando". Maura concluiu elogiando como o show "inclinou-se para aquele sentimento de possuir que precisávamos no presente, ao mesmo tempo em que oferece uma fuga", bem como "o poder do pop de qualidade de Lipa, que pode comprimir 90 minutos em um único momento digno de nostalgia". Dan DeLuca, do The Philadelphia Inquirer, elogiou a coreografia ensaiada e os vocais "mais do que capazes" de Lipa ao chamar o show de "insistentemente eficaz". Ele também nomeou as performances de "Cold Heart" e "Levitating" como destaques.
Paolo Ragusa da Consequence elogiou a turnê "desde a coreografia à cenografia, além da capacidade de Lipa cantar perfeitamente bem, a Future Nostalgia Tour foi um espetáculo para ser visto. A ascensão de Dua foi meteórica, e afirma o seu lugar de direito no estrelato pop." O crítico Jem Aswad da Variety disse que "a Future Nostalgia Tour de Dua é o momento. É um verdadeiro concerto de arena de uma diva pop, com flashes de turnês de Madonna e Beyoncé. Era a noite de Dua e ela entregou tudo. Essa turnê, e este momento, é um desafio ao topo". Para a Billboard, Joe Lynch escreveu que "Lipa com certeza sabe como pegar os melhores elementos do passado da música dance e pop em uma experiência coesa e emocionante.", ele ainda afirmou que "a Future Nostalgia Tour é exatamente o tipo de show que os fãs de música pop estão desejando".

## Repertório
O repertório abaixo é referente ao primeiro concerto da turnê, realizado em 9 de fevereiro de 2022, na FTX Arena, Miami, Flórida, Estados Unidos, não sendo representativo para todas as apresentações.
| Ato I 1. "Physical" 2. "New Rules" 3. "Love Again" 4. "Cool" 5. "Pretty Please" 6. "Break My Heart" 7. "Be the One" Ato II 1. "IDGAF" (interlude) 2. "We're Good" 3. "Good In Bed" 4. "Fever" 5. "Boys Will Be Boys" | Ato III 1. "Club Future Nostalgia Medley" (interlude) 2. "One Kiss" 3. "Electricity" 4. "Hallucinate" 5. "Cold Heart" Ato IV 1. "Levitating" Encore 1. "Future Nostalgia" 2. "Don't Start Now" |

## Datas
| Data                    | Cidade           | País             | Local                              | Atos de Abertura                      | Público                        | Receita          |
| América do Norte        | América do Norte | América do Norte | América do Norte                   | América do Norte                      | América do Norte               | América do Norte |
| ----------------------- | ---------------- | ---------------- | ---------------------------------- | ------------------------------------- | ------------------------------ | ---------------- |
| 9 de fevereiro de 2022  | Miami            | Estados Unidos   | FTX Arena                          | Caroline Polachek Lolo Zouaï          | 14,557 / 14,557 (100%)         | US$1,558,815     |
| 11 de fevereiro de 2022 | Orlando          | Estados Unidos   | Amway Center                       | Caroline Polachek Lolo Zouaï          | 13,611 / 13,611 (100%)         | US$1,335,652     |
| 12 de fevereiro de 2022 | Atlanta          | Estados Unidos   | State Farm Arena                   | Caroline Polachek Lolo Zouaï          | 12,110 / 12,110 (100%)         | US$1,235,805     |
| 14 de fevereiro de 2022 | Nashville        | Estados Unidos   | Bridgestone Arena                  | Caroline Polachek Lolo Zouaï          | 11,458 / 11,458 (100%)         | US$1,073,938     |
| 16 de fevereiro de 2022 | Charlotte        | Estados Unidos   | Spectrum Center                    | Caroline Polachek Lolo Zouaï          | 11,930 / 11,930 (100%)         | US$1,049,500     |
| 18 de fevereiro de 2022 | Boston           | Estados Unidos   | TD Garden                          | Caroline Polachek Lolo Zouaï          | 13,941 / 13,941 (100%)         | US$1,471,026     |
| 19 de fevereiro de 2022 | Filadélfia       | Estados Unidos   | Wells Fargo Center                 | Caroline Polachek Lolo Zouaï          | 14,019 / 14,019 (100%)         | US$1,445,941     |
| 21 de fevereiro de 2022 | Elmont           | Estados Unidos   | UBS Arena                          | Caroline Polachek Lolo Zouaï          | 13,736 / 13,736 (100%)         | US$1,209,755     |
| 23 de fevereiro de 2022 | Milwaukee        | Estados Unidos   | Fiserv Forum                       | Caroline Polachek Lolo Zouaï          | 6,312 / 6,312 (100%)           | US$572,936       |
| 25 de fevereiro de 2022 | Detroit          | Estados Unidos   | Little Caesars Arena               | Caroline Polachek Lolo Zouaï          | 13,114 / 13,114 (100%)         | US$1,278,918     |
| 26 de fevereiro de 2022 | Columbus         | Estados Unidos   | Schottenstein Center               | Caroline Polachek Lolo Zouaï          | 13,850 / 13,850 (100%)         | US$1,290,961     |
| 1 de março de 2022      | Nova Iorque      | Estados Unidos   | Madison Square Garden              | Caroline Polachek Lolo Zouaï          | 15,461 / 15,461 (100%)         | US$2,054,407     |
| 2 de março de 2022      | Washington D.C.  | Estados Unidos   | Capital One Arena                  | Caroline Polachek Lolo Zouaï          | 16,068 / 16,068 (100%)         | US$1,652,588     |
| 4 de março de 2022      | Newark           | Estados Unidos   | Prudential Center                  | Caroline Polachek Lolo Zouaï          | 14,480 / 14,480 (100%)         | US$1,613,984     |
| 5 de março de 2022      | Buffalo          | Estados Unidos   | KeyBank Center                     | Caroline Polachek Lolo Zouaï          | 11,685 / 11,685 (100%)         | US$957,124       |
| 8 de março de 2022      | Minneapolis      | Estados Unidos   | Target Center                      | Caroline Polachek Lolo Zouaï          | 11,987 / 11,987 (100%)         | US$1,060,862     |
| 9 de março de 2022      | Chicago          | Estados Unidos   | United Center                      | Caroline Polachek Lolo Zouaï          | 15,880 / 15,880 (100%)         | US$1,781,908     |
| 12 de março de 2022     | Houston          | Estados Unidos   | Toyota Center                      | Caroline Polachek Lolo Zouaï          | 12,889 / 12,889 (100%)         | US$1,470,541     |
| 13 de março de 2022     | Dallas           | Estados Unidos   | American Airlines Center           | Caroline Polachek Lolo Zouaï          | 15,018 / 15,018 (100%)         | US$1,563,038     |
| 15 de março de 2022     | Denver           | Estados Unidos   | Ball Arena                         | Caroline Polachek Megan Thee Stallion | 13,420 / 13,420 (100%)         | US$1,511,817     |
| 17 de março de 2022     | Tulsa            | Estados Unidos   | BOK Center                         | Caroline Polachek Megan Thee Stallion | 11,399 / 11,399 (100%)         | US$1,021,952     |
| 20 de março de 2022     | Phoenix          | Estados Unidos   | Footprint Center                   | Caroline Polachek Megan Thee Stallion | 14,030 / 14,030 (100%)         | US$1,385,791     |
| 22 de março de 2022     | Inglewood        | Estados Unidos   | The Forum                          | Caroline Polachek Lolo Zouaï          | 30,270 / 30,270 (100%)         | US$3,228,153     |
| 23 de março de 2022     | Inglewood        | Estados Unidos   | The Forum                          | Caroline Polachek Lolo Zouaï          | 30,270 / 30,270 (100%)         | US$3,228,153     |
| 25 de março de 2022     | Las Vegas        | Estados Unidos   | T-Mobile Arena                     | Caroline Polachek Lolo Zouaï          | 15,812 / 15,812 (100%)         | US$1,582,420     |
| 27 de março de 2022     | San Jose         | Estados Unidos   | SAP Center                         | Lolo Zouaï                            | 13,619 / 13,619 (100%)         | US$1,499,676     |
| 29 de março de 2022     | Portland         | Estados Unidos   | Moda Center                        | Lolo Zouaï                            | 12,560 / 12,560 (100%)         | US$1,097,984     |
| 31 de março de 2022     | Seattle          | Estados Unidos   | Climate Pledge Arena               | Lolo Zouaï                            | 15,277 / 15,277 (100%)         | US$1,545,361     |
| 1 de abril de 2022      | Vancouver        | Canadá           | Rogers Arena                       | Lolo Zouaï                            | 15,332 / 15,332 (100%)         | US$1,548,489     |
| Europa                  |                  |                  |                                    |                                       |                                |                  |
| 15 de abril de 2022     | Manchester       | Reino Unido      | AO Arena                           | Griff                                 | 15,609 / 15,609 (100%)         | US$915,507       |
| 17 de abril de 2022     | Birmingham       | Reino Unido      | Utilita Arena Birmingham           | Griff                                 | 14,353 / 14,353 (100%)         | US$907,268       |
| 18 de abril de 2022     | Leeds            | Reino Unido      | First Direct Arena                 | Griff                                 | 12,477 / 12,477 (100%)         | US$739,520       |
| 20 de abril de 2022     | Dublin           | Irlanda          | 3Arena                             | Griff                                 | 25,374 / 25,374 (100%)         | US$1,220,110     |
| 21 de abril de 2022     | Dublin           | Irlanda          | 3Arena                             | Griff                                 | 25,374 / 25,374 (100%)         | US$1,220,110     |
| 23 de abril de 2022     | Newcastle        | Reino Unido      | Utilita Arena                      | Griff                                 | 10,041 / 10,041 (100%)         | US$598,381       |
| 24 de abril de 2022     | Glasgow          | Reino Unido      | OVO Hydro                          | Griff                                 | 13,666 / 14,272 (95,75%)       | US$832,261       |
| 26 de abril de 2022     | Nottingham       | Reino Unido      | Motorpoint Arena                   | Griff                                 | 8,099 / 8,099 (100%)           | US$457,529       |
| 27 de abril de 2022     | Cardiff          | Reino Unido      | Motorpoint Arena Cardiff           | Griff                                 | 7,042 / 7,042 (100%)           | US$424,227       |
| 29 de abril de 2022     | Liverpool        | Reino Unido      | M&S Bank Arena                     | Griff                                 | 10,698 / 10,698 (100%)         | US$568,230       |
| 2 de maio de 2022       | Londres          | Reino Unido      | The O2 Arena                       | Griff Angèle                          | 39,030 / 39,030 (100%)         | US$2,496,327     |
| 3 de maio de 2022       | Londres          | Reino Unido      | The O2 Arena                       | Griff Angèle                          | 39,030 / 39,030 (100%)         | US$2,496,327     |
| 6 de maio de 2022       | Antuérpia        | Bélgica          | Sportpaleis                        | Griff                                 | 42,550 / 42,550 (100%)         | US$2,246,156     |
| 7 de maio de 2022       | Antuérpia        | Bélgica          | Sportpaleis                        | Griff                                 | 42,550 / 42,550 (100%)         | US$2,246,156     |
| 9 de maio de 2022       | Hamburgo         | Alemanha         | Barclaycard Arena                  | Griff                                 | 12,117 / 12,117 (100%)         | US$750,235       |
| 10 de maio de 2022      | Berlim           | Alemanha         | Mercedes-Benz Arena                | Griff                                 | 14,051 / 14,051 (100%)         | US$1,104,248     |
| 12 de maio de 2022      | Colônia          | Alemanha         | Lanxess Arena                      | Griff                                 | 16,703 / 17,000 (98,25%)       | US$976,428       |
| 15 de maio de 2022      | Paris            | França           | AccorHotels Arena                  | Griff                                 | 17,001 / 17,001 (100%)         | US$864,121       |
| 17 de maio de 2022      | Amsterdã         | Países Baixos    | Ziggo Dome                         | Griff                                 | 33,642 / 33,642 (100%)         | US$1,683,053     |
| 18 de maio de 2022      | Amsterdã         | Países Baixos    | Ziggo Dome                         | Griff                                 | 33,642 / 33,642 (100%)         | US$1,683,053     |
| 20 de maio de 2022      | Zurique          | Suíça            | Hallenstadion                      | Griff                                 | 14,025 / 14,025 (100%)         | US$916,554       |
| 22 de maio de 2022      | Munique          | Alemanha         | Olympiahalle                       | Griff                                 | 13,343 / 13,343 (100%)         | US$714,848       |
| 23 de maio de 2022      | Viena            | Áustria          | Wiener Stadthalle                  | Griff                                 | 13,679 / 13,679 (100%)         | US$725,233       |
| 25 de maio de 2022      | Milão            | Itália           | Mediolanum Forum                   | Griff                                 | 23,119 / 23,119 (100%)         | US$984,283       |
| 26 de maio de 2022      | Milão            | Itália           | Mediolanum Forum                   | Griff                                 | 23,119 / 23,119 (100%)         | US$984,283       |
| 28 de maio de 2022      | Bolonha          | Itália           | Unipol Arena                       | Griff                                 | 14,286 / 14,286 (100%)         | US$708,702       |
| 30 de maio de 2022      | Lyon             | França           | Halle Tony Garnier                 | Griff                                 | 11,862 / 11,862 (100%)         | US$691,437       |
| 1 de junho de 2022      | Barcelona        | Espanha          | Palau Sant Jordi                   | Griff                                 | 18,342 / 18,342 (100%)         | US$924,564       |
| 3 de junho de 2022      | Madrid           | Espanha          | WiZink Center                      | Griff                                 | 16,767 / 16,976 (98,77%)       | US$852,586       |
| 5 de junho de 2022      | Braga            | Portugal         | Altice Forum Braga                 | Griff                                 | 10,481 / 10,481 (100%)         | US$560,288       |
| 6 de junho de 2022      | Lisboa           | Portugal         | Altice Arena                       | Griff                                 | 18,758 / 18,758 (100%)         | US$933,470       |
| 9 de junho de 2022      | Barcelona        | Espanha          | Parc del Fòrum                     | —                                     | —                              | —                |
| 11 de junho de 2022     | Bratislava       | Eslováquia       | Tehelné pole                       | —                                     | —                              | —                |
| 19 de junho de 2022     | Kaunas           | Lituânia         | Žalgiris Arena                     | DJ Jovani                             | 15,656 / 15,656 (100%)         | US$1,110,229     |
| 26 de junho de 2022     | Oslo             | Noruega          | Oslo Spektrum                      | Tove Lo                               | 10,051 / 10,051 (100%)         | US$818,464       |
| 28 de junho de 2022     | Estocolmo        | Suécia           | Gröna Lund                         | —                                     | —                              | —                |
| 30 de junho de 2022     | Roskilde         | Dinamarca        | Darupvej                           | —                                     | —                              | —                |
| América do Norte        |                  |                  |                                    |                                       |                                |                  |
| 25 de julho de 2022     | Montreal         | Canadá           | Bell Centre                        | Caroline Polachek Lolo Zouaï          | 16,135 / 16,135 (100%)         | US$1,496,834     |
| 27 de julho de 2022     | Toronto          | Canadá           | Scotiabank Arena                   | Caroline Polachek Lolo Zouaï          | 15,880 / 15,880 (100%)         | US$1,531,634     |
| 29 de julho de 2022     | Chicago          | Estados Unidos   | Grant Park                         | —                                     | —                              | —                |
| 31 de julho de 2022     | Montreal         | Canadá           | Parc Jean-Drapeau                  | —                                     | —                              | —                |
| Europa                  |                  |                  |                                    |                                       |                                |                  |
| 4 de agosto de 2022     | Pristina         | Kosovo           | Gërmia Park                        | —                                     | —                              | —                |
| 10 de agosto de 2022    | Budapeste        | Hungria          | Óbudai-Sziget                      | —                                     | —                              | —                |
| América Latina          |                  |                  |                                    |                                       |                                |                  |
| 8 de setembro de 2022   | São Paulo        | Brasil           | Distrito Anhembi                   | DJ Vickilicious                       | 33,921 / 33,921 (100%)         | US$2,655,958     |
| 11 de setembro de 2022  | Rio de Janeiro   | Brasil           | Parque Olímpico                    | —                                     | —                              | —                |
| 13 de setembro de 2022  | Buenos Aires     | Argentina        | Campo Argentino de Polo            | DJ Vickilicious                       | 110,948 / 110,948 (100%)       | US$6,581,576     |
| 14 de setembro de 2022  | Buenos Aires     | Argentina        | Campo Argentino de Polo            | DJ Vickilicious                       | 110,948 / 110,948 (100%)       | US$6,581,576     |
| 16 de setembro de 2022  | Santiago         | Chile            | Estadio Bicentenário de La Florida | DJ Vickilicious DJ Polach             | 28,052 / 28,052 (100%)         | US$2,060,731     |
| 18 de setembro de 2022  | Bogotá           | Colômbia         | Parque Salitre Magico              | DJ Vickilicious                       | 31,981 / 31,981 (100%)         | US$2,154,428     |
| 21 de setembro de 2022  | Cidade do México | México           | Foro Sol                           | DJ Vickilicious                       | 64,886 / 64,886 (100%)         | US$4,037,037     |
| 23 de setembro de 2022  | Monterrey        | México           | Estadio Banorte                    | DJ Vickilicious                       | 21,731 / 21,731 (100%)         | US$2,110,522     |
| América do Norte        |                  |                  |                                    |                                       |                                |                  |
| 25 de setembro de 2022  | Delaware         | Estados Unidos   | Dover International Speedway       | —                                     | —                              | —                |
| Oceania                 |                  |                  |                                    |                                       |                                |                  |
| 2 de novembro de 2022   | Auckland         | Nova Zelândia    | Spark Arena                        | Tkay Maidza                           | 23,565 / 24,098 (97,79%)       | US$2,284,500     |
| 3 de novembro de 2022   | Auckland         | Nova Zelândia    | Spark Arena                        | Tkay Maidza                           | 23,565 / 24,098 (97,79%)       | US$2,284,500     |
| 5 de novembro de 2022   | Brisbane         | Austrália        | Brisbane Entertainment Centre      | Tkay Maidza                           | 11,528 / 11,528 (100%)         | US$1,183,684     |
| 8 de novembro de 2022   | Sydney           | Austrália        | Qudos Bank Arena                   | Tkay Maidza                           | 33,195 / 33,195 (100%)         | US$3,163,576     |
| 9 de novembro de 2022   | Sydney           | Austrália        | Qudos Bank Arena                   | Tkay Maidza                           | 33,195 / 33,195 (100%)         | US$3,163,576     |
| 11 de novembro de 2022  | Melbourne        | Austrália        | Rod Laver Arena                    | Tkay Maidza                           | 28,360 / 28,360 (100%)         | US$2,898,216     |
| 12 de novembro de 2022  | Melbourne        | Austrália        | Rod Laver Arena                    | Tkay Maidza                           | 28,360 / 28,360 (100%)         | US$2,898,216     |
| 14 de novembro de 2022  | Adelaide         | Austrália        | Adelaide Entertainment Centre      | Tkay Maidza                           | 8,945 / 8,945 (100%)           | US$915,388       |
| 16 de novembro de 2022  | Perth            | Austrália        | RAC Arena                          | Tkay Maidza                           | 14,828 / 14,828 (100%)         | US$1,457,118     |
| Europa                  |                  |                  |                                    |                                       |                                |                  |
| 28 de novembro de 2022  | Tirana           | Albânia          | Praça Skanderbeg                   | Elvana Gjata                          | —                              | —                |
| Total                   | Total            | Total            | Total                              | Total                                 | 1,310,602 / 1,312,817 (99,83%) | US$101,354,803   |

### Apresentações canceladas
| Data                | Cidade     | País        | Local                   | Motivo                                 |
| ------------------- | ---------- | ----------- | ----------------------- | -------------------------------------- |
| 10 de maio de 2020  | Copenhague | Dinamarca   | Royal Arena             | Pandemia de Coronavírus                |
| 12 de maio de 2020  | Estocolmo  | Suécia      | Ericsson Globe          | Pandemia de Coronavírus                |
| 22 de maio de 2020  | Dundee     | Reino Unido | Camperdown Country Park | Pandemia de Coronavírus                |
| 26 de junho de 2020 | Pilton     | Reino Unido | Worthy Farm             | Pandemia de Coronavírus                |
| 23 de junho de 2022 | Helsinki   | Finlândia   | Hartwall Arena          | Invasão da Ucrânia pela Rússia em 2022 |
| 1 de julho de 2022  | Gdynia     | Polônia     | Gdynia-Kosakowo Airport | Tempestade                             |